# Henryk Starzeński
Henryk Starzeński (16. března 1856 – 9. března 1922 Vídeň) byl rakouský šlechtic a politik polské národnosti z Haliče, na počátku 20. století poslanec Říšské rady.

## Biografie
Působil jako statkář v Hnizdyčivě (Hnizdyczów). Byl šlechtického původu. Měl titul hraběte a komořího a hodnost rytmistra. Jeho první manželkou byla Sophie Gołuchowska (Zofia Maria Klementyna hr. Gołuchowska z Gołuchowa h. Leliwa). Po její smrti se oženil s Josefine Christovou z Lince. Bratrem Sophie Gołuchowské byl politik Agenor Gołuchowski.
Působil i jako poslanec Říšské rady (celostátního parlamentu Předlitavska), kam usedl v doplňovacích volbách roku 1902 za kurii venkovských obcí v Haliči, obvod Stryj, Žydačiv, Drohobyč atd. Nahradil zesnulého poslance Karola Dzieduszyckého. Slib složil 2. prosince 1902.
Uvádí se jako člen poslaneckého Polského klubu.
Zemřel na přelomu března a dubna 1922.